# 325 Heidelberga
325 Heidelberga هو كويكب، يقع ضمن حزام الكويكبات. اكتشف في 4 مارس 1892. وقد اكتشفه ماكس فولف.

## روابط خارجية
- 325 Heidelberga في قاعدة بيانات مختبر الدفع النفاث لأجرام النظام الشمسي الصغيرة

- الاكتشاف · مخطط المدار ·  العناصر المدارية · المعلمات المادية

- 325 Heidelberga على موقع ويكي سكاي: DSS2, SDSS, GALEX, IRAS, Hydrogen α, X-Ray, Astrophoto, Sky Map, Articles and images